# Людовик XIII
Людовик XIII Справедливый (фр. Louis XIII le Juste; 27 сентября 1601[…], Фонтенбло, Королевство Франция — 14 мая 1643[…], Сен-Жермен-ан-Ле, Королевство Франция) — король Франции и Наварры с 14 мая 1610 года из династии Бурбонов; сын Генриха IV и Марии Медичи.
Его правление отмечено высоким влиянием кардинала Ришельё на посту Первого министра Франции, ослаблением вельмож и протестантов, борьбой с Габсбургами и их монархией, утверждением военного господства Франции в западной Европе в результате Тридцатилетней войны.
В браке с Анной Австрийской у Людовика XIII родились будущий «король-солнце» Людовик XIV и Филипп, герцог Анжуйский — основатель Орлеанского дома. Рождение первенца после долгих лет бездетности рассматривалось королевской четой как «дар небес», отчего король подписал Обет Людовика XIII (посвящение французского королевства Деве Марии).

## Дофин Франции
Людовик XIII был первенцем короля Генриха IV и королевы Марии Медичи, который родился во дворце Фонтенбло. О детстве дофина известно из дневников придворного врача Жана Героара. В 1601 году дофина перевезли в Сен-Жерменский дворец, где жили незаконнорождённые дети отца. 14 сентября 1606 его крестили в Фонтенбло. Крёстным отцом от лица папы Павла V был кардинал Франсуа де Жуайез, крёстной матерью — тётка дофина по матери, Элеонора Медичи.
Сен-Жерменский дворец дофин покидает редко, так как его мать не одобряет его общение с местными жителями. Он рано увлёкся музыкой, принимал музыкантов, сам играл на музыкальных инструментах, а также пел, рисовал и интересовался военным делом и оружием. Рано научился стрелять из лука и аркебуза, любил принимать участие в церемониальных обязанностях своих охранников. Первый урок дофин получил в семилетнем возрасте от наставника поэта Николя Воклена де Ивето. Среди изучаемых предметов не любил французский и латинский языки, геометрию и математику, больше интересовался историей, помимо рисования и военного дела. В 1611 году Ивето заменили философом Николя Лефевром, который скончался в ноябре 1612 года. Должность занял М. де Флоранс, а затем капитан-лейтенант жандармов дофина, маркиз Жиль де Куртанво Сувре.

## Король Франции и Наварры

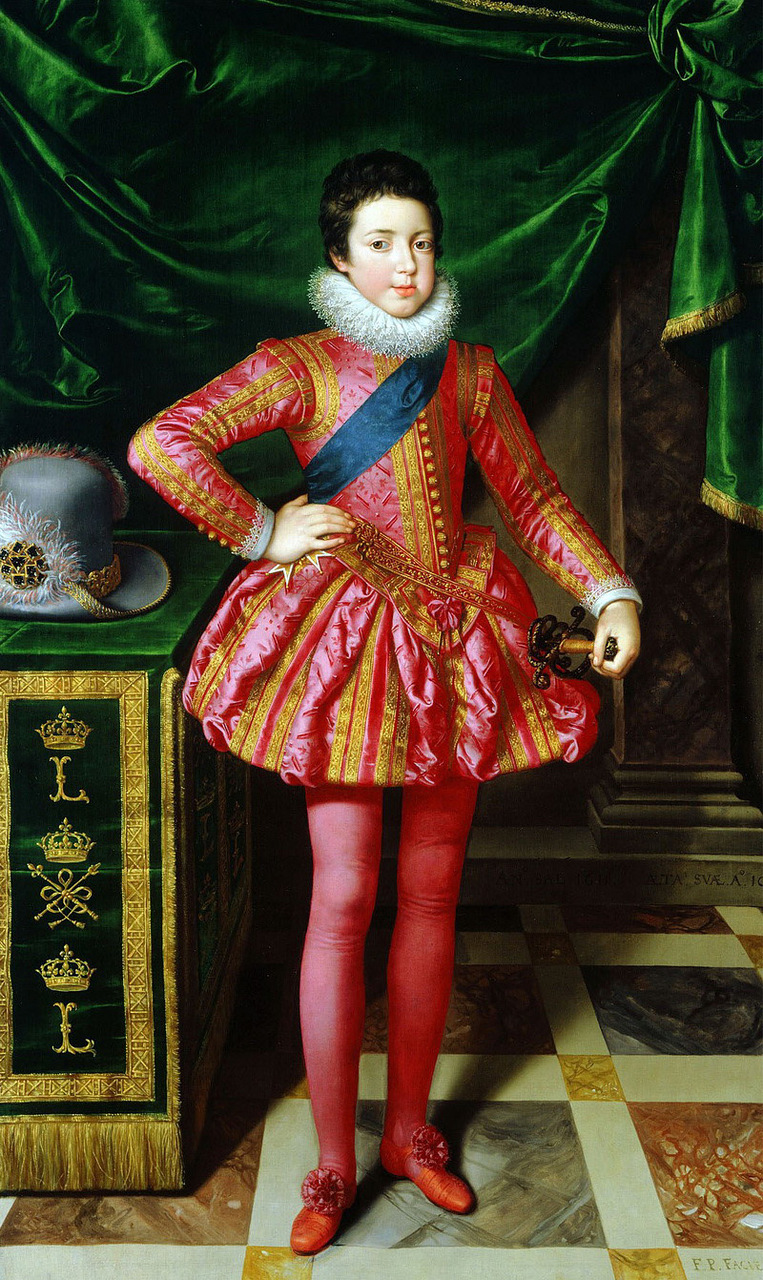
Портрет Людовика XIII в 1611 году по Пурбус, Франс Младший, (Палаццо Питти).

14 мая 1610 года на улице Рю-де-ля-Ферронри католический фанатик Франсуа Равальяк убил короля Генриха IV. Восьмилетний дофин становится королём Людовиком XIII. 17 октября 1610 года в Реймсе состоялась коронация, которую провёл кардинал Франсуа де Жуайез. До совершеннолетия юного короля регентствовала его мать, которая однако после совершеннолетия сына в 1614 году заявила, что Людовик «слишком слаб телом и духом», чтобы взять на себя обязанности. Мария Медичи отстранила короля от Совета и наделила высокими должностями и полномочиями своих фаворитов — Кончино Кончини и его жену Леонору Дори (Галигай).
Травмированный убийством отца, Людовик не находит родительской ласки у своей матери; у него начинается расстройство речи и заикание. Король страдал от недостатка внимания, рос замкнутым и молчаливым.
В правление Марии Медичи в королевстве вспыхивают восстания (религиозные, социальные, знати), что приводит к созыву Генеральных штатов и политической нестабильности. Королева ведёт происпанскую и проитальянскую политику. Генрих IV планировал женить сына на Николь Лотарингской, наследнице герцогства Лотарингия, чтобы брачным соглашением раздвинуть границы Франции до Вогез. Но Мария Медичи отступила от политики мужа, заключив союз с Испанией и устроив обручение сына с испанской инфантой Анной Австрийской, дочерью Филиппа III. Это возбудило опасения гугенотов. Многие вельможи оставили двор и начали готовиться к войне, но двор 15 мая 1614 года заключил с ними мир в Сент-Мену (Sainte-Ménehould). 21 ноября 1615 года в Бордо состоялось бракосочетание Людовика XIII и инфанты.

### Утверждение власти
О себе, как о самостоятельном правителе, Людовик XIII заявил в 1617 году, когда приказал убить фаворита матери Кончино Кончини и казнить Галигай. Свою мать он отослал в Блуа. Король на место Кончини назначает Шарля Д’Альбера, герцога де Люина, который стремительно получает титулы и звания. Это продвижение вызывает недовольство окружения, отмечающего также и то, что фаворит короля — плохой государственный деятель.
В 1619 году королева-мать бежала из замка Блуа и, заручившись поддержкой миньона Генриха III, герцога Д’Эпернона, поднимает войско против своего сына. 30 апреля 1619 по Ангулемскому договору, король уступил Анже и Шинон, но запретил матери возвращаться в Совет. В 1620 году Мария Медичи развязала гражданскую войну, которая завершилась полным поражением королевы-матери после битвы при Понт-де-Се 7 апреля 1620 года, которой командовал лично король. Опасаясь, что мать продолжит заговоры, король соглашается на её возвращение ко двору и примиряется с ней под влиянием кардинала Ришельё.

### Гугенотские восстания
Внутренняя политика Людовика была направлена на укрепление во Франции абсолютизма. С точки зрения правительства, прежде всего требовалось навести порядок внутри страны, что подразумевало примирение (или же усмирение в зависимости от обстоятельств) противников сильной королевской власти, коими необязательно были исключительно гугеноты. Но именно последние оказались на острие меча кардинала, так как гугенотская партия решила воспользоваться внешней поддержкой в лице Испании и Англии.
Людовик XIII едет в Беарн, чтобы восстановить там католическую религию, как официальную, и положить конец политическим и военным привилегиям протестантов (гугенотов), дарованными Нантским эдиктом 1598 года. В 1627—1628 годах (Осада Ла-Рошели) он ведёт войну с протестантами и в результате разрушает их укрепления.
24 июня 1621 года после 26 дней осады был взят оплот гугенотов Сен-Жан-д’Анжели. Однако вскоре войска короля из-за неопытности де Люина потерпели поражение при Монтобане. 17 августа 1621 года король поселился в замке Пикекос и начал осаду Монтобана, который оборонял его кузен Анри де Роган. Город не удалось взять спустя 4 месяца, что окончилось победой монтобановцев. Военные действия возобновились в 1622 году. 16 апреля ловким манёвром король разгромил главу Субизы Бенжамена де Рогана в битвы при Рье. Затем король идёт против своего брата герцога де Рогана в Монпелье. 19 октября 1622 года после двухмесячной осады сторонами достигнуто соглашение. Людовик XIII подписывает Договор в Монпелье, подтверждающий Нантский эдикт: гугенотам дана свобода вероисповедания и расширена безопасная зона проведения религиозных служб (Ла-Рошель и Монтобан). 28 июня 1629 года был подписан Алесский эдикт (Эдикт о помиловании), который пусть и разрешал протестантам вести службы (кроме Парижа), но лишал их военной и политической власти, запрещал собрания. Как отмечал Ришельё: «Когда-то мы заключали мир с гугенотами, теперь король дарует Свою милость».

### Назначение Ришельё
Желая активно участвовать в государственных делах, король решает не ограничиваться одним министром, а окружает себя Никола Брюлар де Силлери, его сыном маркизом Пьером Брюлар де Силлери, Вьевилем. Однако вскоре они осрамили себя некомпетентностью.
В 1624 году Марии Медичи удалось ввести в совет короля кардинала Ришельё, прелата, который представлял духовенство в Генеральных штатах 1614 года и в период владычества Кончини. И Ришельё, и король разделяют представление о величии Франции и политических приоритетах. Политическая программа Ришельё сводится к нескольким направлениям: низведением крупных феодалов, рационализация административной системы и борьба с домом Габсбургов (война в Италии 1624—1625 годов, франко-испанская война, Тридцатилетняя война). Ришельё воюет с протестантами не столько из-за идеологии, сколько ради укрепления государственной власти.

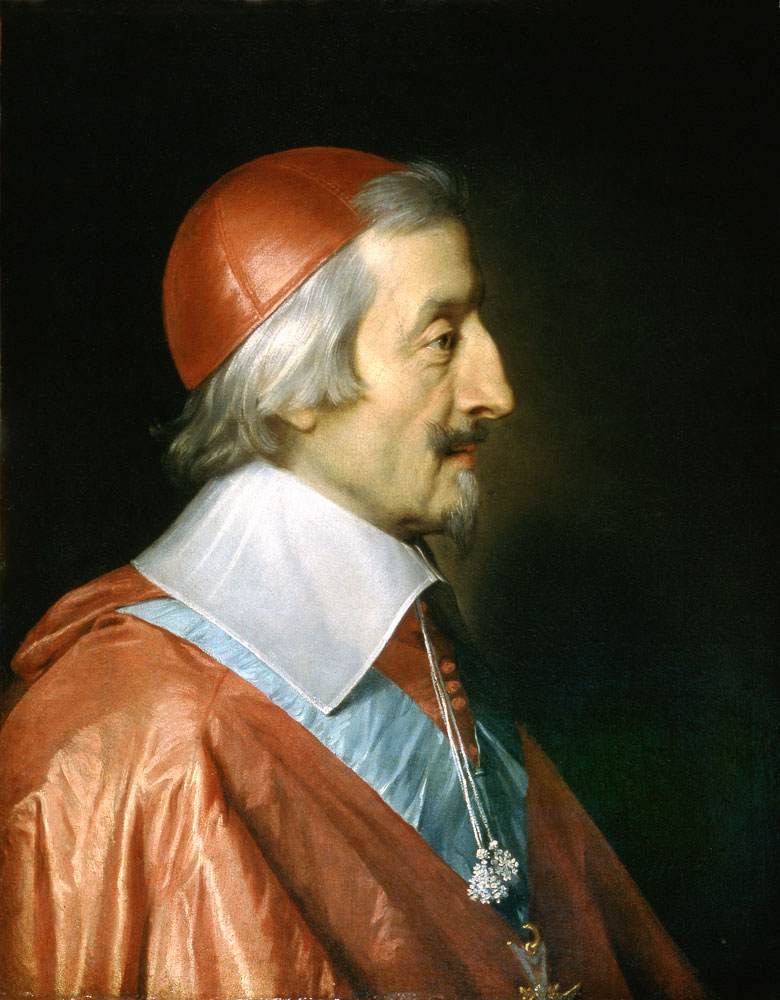
Филипп де Шампань. Портрет кардинала Ришельё (1642). Музей изобразительного искусства (Страсбург)

Внешняя политика короля с приходом кардинала Ришельё стала меняться, но это происходило постепенно. Людовик XIII столкнулся с враждебностью семьи по отношению к Ришельё из-за его антииспанской политики. Правительство постаралось лишить гугенотов внешней поддержки (разгром английской эскадры под Ла-Рошелью и попытка урегулировать противоречия с Испанией). Для того, чтобы Испания была более сговорчивой, правительство Ришельё активизировало свою политику в Северной Италии. Французскому дому Неверов было обеспечено престолонаследие в Мантуе после Войны за мантуанское наследство (1628—1631).
Успех в войне с гугенотами, а также в Северной Италии не снимал с повестки дня другие вопросы. Внутри страны оставалось множество проблем, которые требовали для своего решения планомерных и многолетних усилий (реформа административного управления, налоговая реформа и др.). Правительство сталкивалось с противодействием как внутри страны (со стороны аристократии и крестьянства), так и вне её.
За 11 лет брака у плохо ладивших короля и Анны Австрийской так и не родился наследник. В 1626 году королева с подачи герцогини де Шеврёз стала участницей заговора графа де Шале с целью низложить короля и возвести на престол его брата и наследника Гастона Орлеанского. С этого времени королевская чета живёт раздельно.
Оппозиция при дворе пыталась не раз заручиться поддержкой внешних сил. Внутренняя оппозиция всё более лишалась значения. Людовик лично уничтожал замыслы, направленные против Ришельё со стороны принцев, вельмож и королевы-матери, и постоянно поддерживал своего министра, действовавшего на благо короля и Франции. Две противоборствующие стороны пытались достигнуть разных целей: преданные Марии Медичи требовали прогабсбургской политики и насаждения католицизма в Европе, а сторонники Ришельё ставили интересы государства выше религиозных. Легенда о том, что Людовик XIII стал марионеткой Ришельё, возникла из-за отказа многих современников подчиняться королю после многочисленных казней в период его правления. Например, демонстрируя свою непреклонность, желая осадить зарвавшихся вельмож, в 1627 году король приказывает казнить герцога Франсуа де Монморанси-Бутвиля за нарушение запрета на дуэли.
10 ноября 1630 года (День одураченных) после ссоры короля с матерью двор считал низложение Ришельё делом решённым. Однако, король изгнал королеву-мать в Мулен (больше они не виделись), приказал заключить в тюрьму Мишеля де Марийяка и казнить его брата, маршала Луи де Марийяка. При этом, судебным разбирательством занимались люди кардинала. Также король дал полную свободу Ришельё в отношении герцога Гастона Орлеанского во время заговора 1631 года и мятежа 1632 года.
Практически с самого начала Тридцатилетней войны (1635) Анна Австрийская предпринимала попытки тайно осведомить Испанию о военных и политических действиях французов. Её манипуляции были раскрыты, но не разглашены волей короля, который из-за своей глубокой набожности не допускал мысль о разводе, что также могло привести к проблемам со Святым престолом. В военном конфликте Франция стоит в непростой позиции, сражаясь с правителями Габсбургов: королём Испании Филиппом IV и Фердинандом III, королём Венгрии и Богемии. В 1630 году союзником Франции становится шведский монарх-протестант Густав II Адольф. Таким образом до конца своего правления Людовик XIII ввязался в долгую войну, в ходе которой несколько раз лично командует (осада Корби). Франции удаётся оккупировать Каталонию, затем поднявшуюся Сегадорским восстанием (1641). Французская армия после долгих лет сражений приходит в упадок и терпит поражение от испанских войск.
В 1638 году в пригороде Парижа король учреждает Коллеж де Жуии для детей знати, которым станут прививать уважение к королю, и кого легче можно контролировать во избежание бунтов.

### Наследник престола

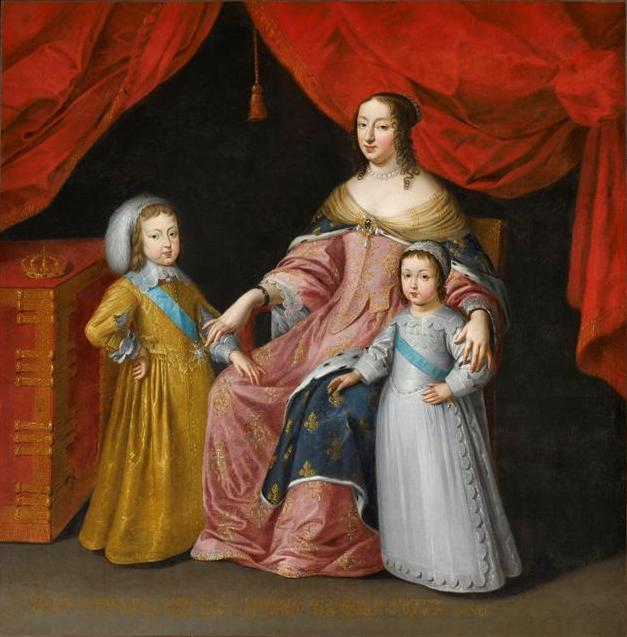
Анна Австрийская с сыновьями

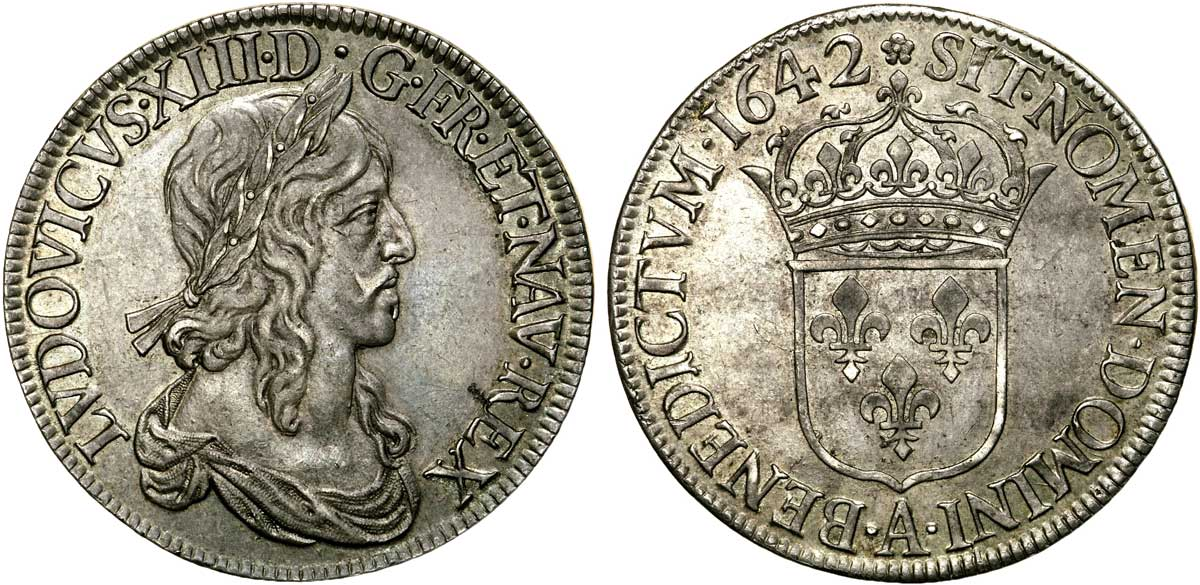
Людовик XIII Праведный, серебряная экю. Гравировка Жана Варена, 1642 год. Париж

Долгие годы основной заботой Людовика XIII оставалось отсутствие наследника престола. Натянутые отношения короля и его супруги Анны Австрийской, его слабое здоровье питают надежды других претендентов на престол (Гастона Орлеанского, графа Суассона, графа де Море) и провоцируют всё новые заговоры (например, Заговор Шале).
После почти двадцати трёх лет бесплодного брака с несколькими выкидышами неожиданное рождение наследника престола воспринимается даром небес. Поэтому мальчика прозвали Луи-Дьедонне («данный богом»). Долгожданный наследник воспринимался королевской четой как «дар небес», как акт заступничества брата Фиакра, молившегося Богородице о рождении наследника. 10 февраля 1638 года король подписал Обет Людовика XIII (посвящение французского королевства Деве Марии), а 15 февраля объявил праздник по всему королевству. В благодарность отца Фиакра определили на службу в Церковь Нотр-Дам-де-Грас-де-Котиньяк (Котиньяк).
Рождение 5 сентября 1638 года наследника отмечали современники в мемуарах: Жедеон Таллеман де Рео записал, что король посмотрел на сына холодным взглядом и удалился; венецианский посол Контарини писал, что король пал на колени перед сыном и поцеловал его. В 1640 году Анна Австрийская родила второго сына Филиппа. Появление на свет двух наследников усмирило заговорщиков и других претендентов на трон, а также желающих занять должность уже болеющего кардинала (заговор Сен-Мара).

### Конец правления и смерть
После смерти кардинала в декабре 1642 года король решил помириться с некоторыми из бывших заговорщиков: своим единокровным братом Сезаром де Вандомом и его сыновьями — Людовиком де Вандомом и Франсуа де Бофором. Однако король ведёт прежнюю политику, вводит в Государственный совет одного из ближайших соратников Ришельё — кардинала Мазарини, который вскоре станет фактическим премьер-министром.
После шести недель колик и рвоты Людовик XIII скончался 14 мая 1643 года, в 33-ю годовщину смерти его отца Генриха IV (убитого 14 мая 1610 года). Король скончался в возрасте 41 года от болезни, которую сегодня называют болезнью Крона. Возможно, эта болезнь подорвала здоровье Людовика, но фатальный удар был нанесён доктором Буваром, который провёл тридцать четыре кровопускания, тысячу двести клизм и двести пятьдесят чисток за последние два года жизни короля. Его тело отнесли в базилику Сен-Дени без церемоний, следуя последней воле короля, чтобы не обременять людей лишними тратами. Незадолго до своей смерти Людовик XIII составил завещание, ограничивающее прерогативы его жены-регентши. Анна Австрийская разорвала его, едва узнав о таком решении.

## Личная жизнь Людовика XIII

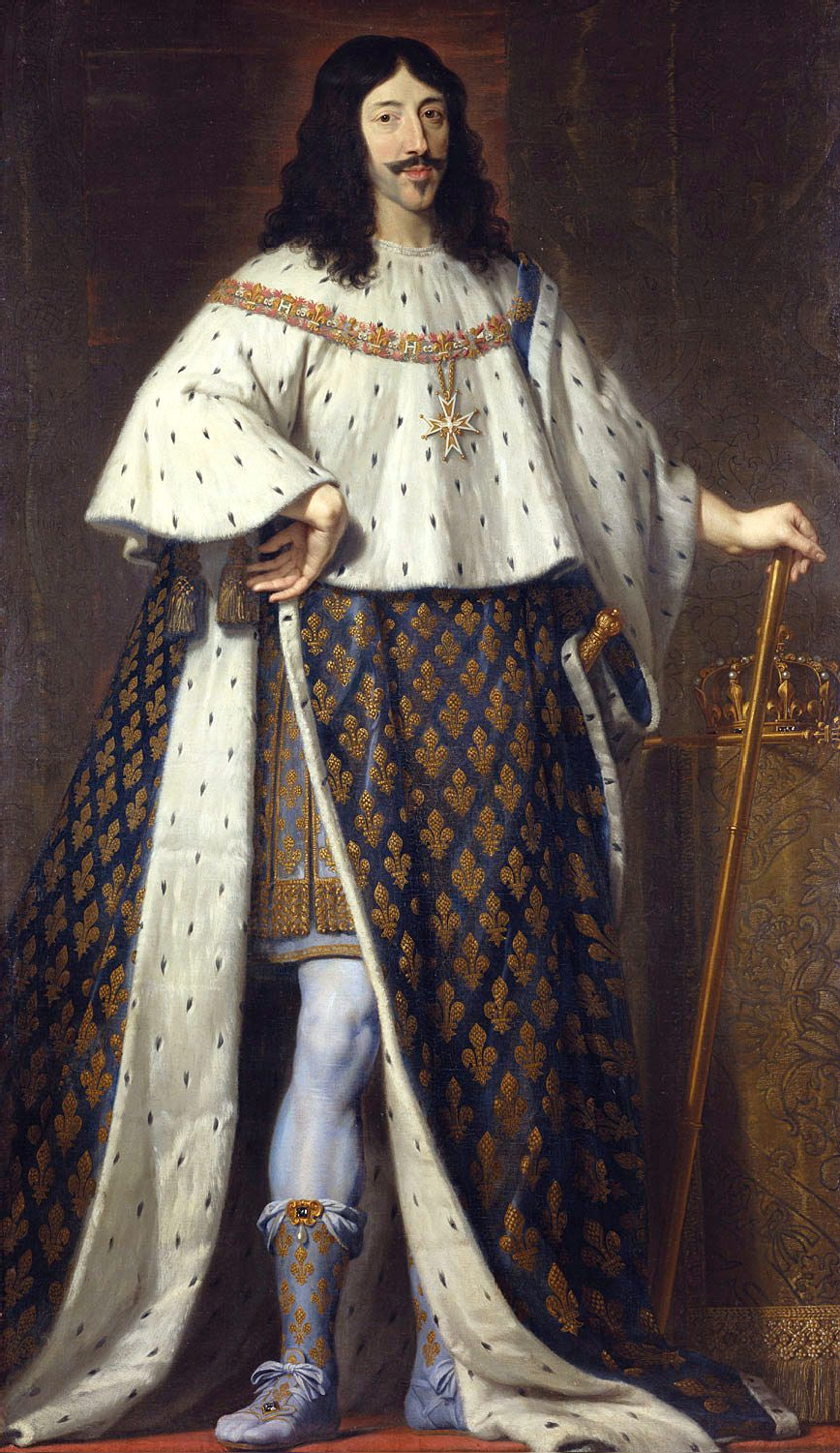
Филипп де Шампань. «Большой парадный портрет короля Людовика XIII» (1622—1639). Королевская коллекция

Супружеская жизнь Людовика XIII чередуется несколькими фазами. Людовик, оставив после брачной ночи супругу Анну Австрийскую, испытывает «стыд и великий страх» и не стремится делить с королевой ложе. Это оправдывается его юным возрастом (14 лет), глубокой религиозностью и слабым здоровьем. В 1619 году этот брак действительно станет более крепким. Последние генетические исследования доказывают, что Людовик XIV происходит из рода Генриха IV, что делает его сыном потомка Генриха IV. У Людовика было две внебрачные, но обе платонические связи с Марией де Отефор (будущей герцогиней д’Оллюин) и Луизой де Лафайет.
У Людовика XIII было несколько приближённых, которых он одаривал титулами, должностями и выплатами. Наиболее значимые из них: Шарль де Люин (1617—1621), Жан де Туара (1624), Франсуа де Баррадас (1625—1626), Клод де Сен-Симон (1626—1636) и Анри Сен-Мар (1639—1642). Будучи простыми пажами, конюшими или ловчими они разделяют интерес короля к охоте. Их возвышение стремительно, но непродолжительно. Баррадас и Сен-Мар проявляли особую требовательность и непочтительность, манипулируют королём, пользовались его доверчивостью. Это привело Сен-Мара к обезглавлению в 1642 году за заговор против кардинала Ришельё.
Не существует доказательств плотской симпатии короля к своим фаворитам, кроме двух анекдотов из «Занимательных историй» Таллемана де Рео. Недопустимость подобных отношений короля также объясняется его глубокой религиозностью и страхом перед грехом.
В «Мемуарах» Франсуа де Ларошфуко королю дана следующая характеристика: «Король Людовик XIII… отличался слабым здоровьем, к тому же преждевременно подорванным чрезмерным увлечением охотой. Недомогания, которыми он страдал, усиливали в нём мрачное состояние духа и недостатки его характера: он был хмур, недоверчив, нелюдим; он и хотел, чтобы им руководили и в то же время с трудом переносил это. У него был мелочный ум, направленный исключительно на копание в пустяках, а его познания в военном деле приличествовали скорее простому офицеру, чем королю».

### Отношение к искусству
Людовик был страстным любителем музыки. С трёхлетнего возраста будущий король играл на лютне, считая её «королевой инструментов», а также на клавесине; виртуозно владел охотничьим рожком и пел партию первого баса в ансамбле, исполняя многоголосные куртуазные песни (фр. airs de cour) и псалмы.
Он с детства начал учиться танцам и в 1610 году официально дебютировал в придворном «Балете Дофина». Людовик исполнял в придворных балетах благородные и гротескные роли, а в 1615 году в «Балете Мадам» выступил в роли Солнца.
Людовик XIII — автор куртуазных песен и многоголосных псалмов; музыка его также звучала в знаменитом «Мерлезонском балете» (1635), для которого он сочинил танцы («Simphonies»), придумал костюмы, и в котором сам исполнил несколько ролей.

## Образ в искусстве

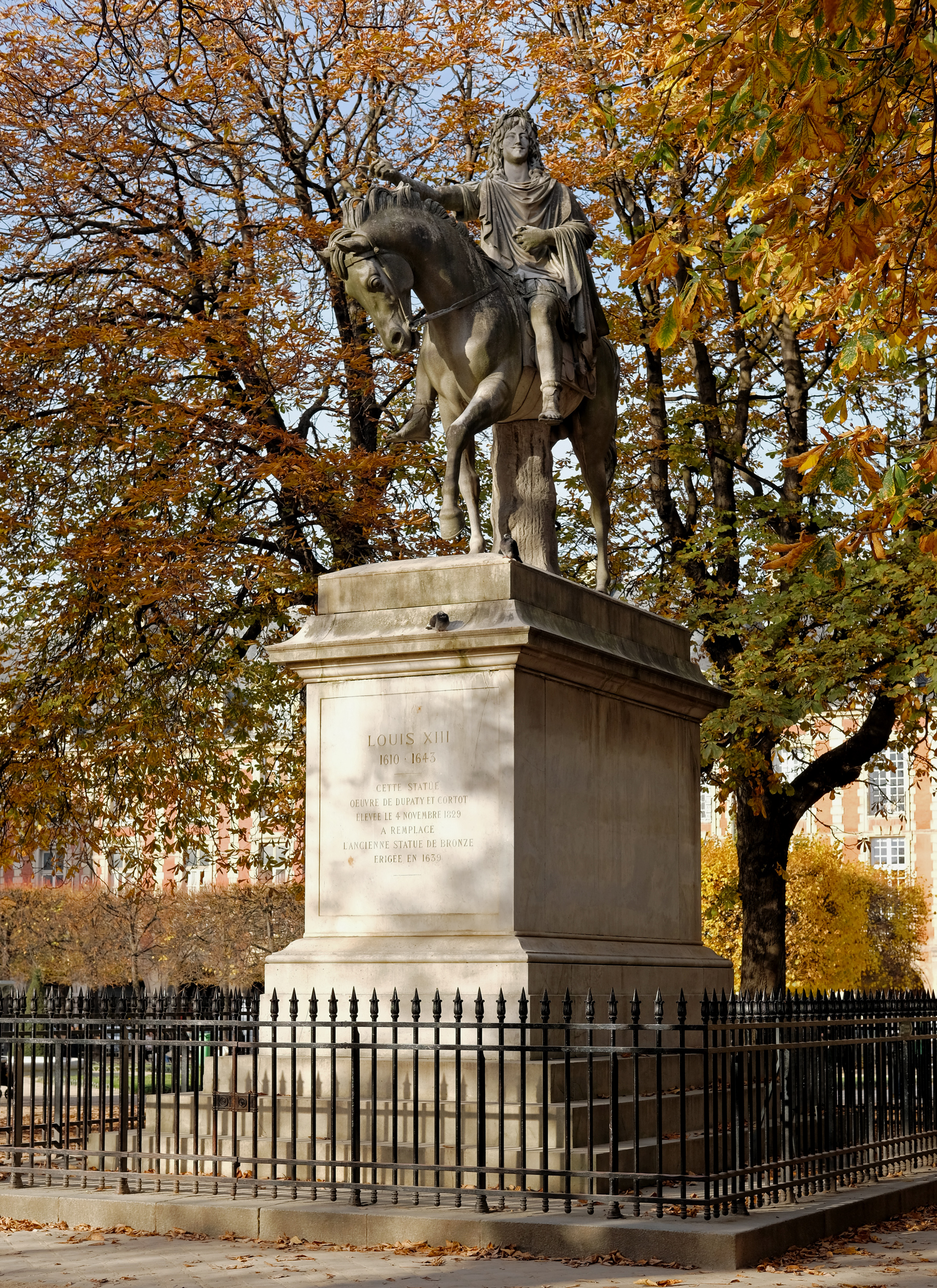
Памятник Людовику XIII на площади Вогезов.

- 4 ноября 1829 года в Париже на площади Вогезов Людовику XIII был установлен конный памятник взамен бронзовой статуи 1639 года, который был снесён в 1792 году во время Великой французской революции. 4 ноября 1829 года поставлена копия взамен бронзового оригинала.
- На павильоне замка Ришельё в 1635 году был установлен Бюст Людовика XIII в образе «императора»[19] работы Гильёма Бертело[20]. В 1791 году бюст был разбит в ходе разорения замка. В 1844 году туловище и голова скульптуры были обнаружены и переданы антикварному обществу. Бюст сегодня хранится в музее Пуатье.
- Статуя Людовика XIII в образе Марса работы Артуса Легуста[фр.] в 1620 году украсила ворота артиллерийского арсенала Тулузы. После пожара 1772 года от скульптуры осталась только голова. Позже установили, что она не является работой Легуста[21]. Выставлена в Музее Августинцев.
- Барельеф Людовика XIII в Понт-Нев в Тулузе выполнен в 1643 году Пьером Аффром[22].
- На фасаде ратуши Реймса возвышается конная статуя Людовика XIII.

### В художественной литературе
- Поэма Sur la mort du roi Louis XIII Пьера Корнеля (1606—1684).
- Понимая дилеммы короля, Пьер Корнель посвятил ему несколько реплик в «Сиде».
- 1826 — роман Альфреда де Виньи «Сен-Мар, или Заговор времён Людовика XIII».
- 1829 — Пьеса «Марион Делорм» (акт IV) Виктора Гюго.
- 1844 — роман Александра Дюма «Три мушкетёра».
- 1849 — пьеса Александра Дюма и Огюста Маке «Юность мушкетёров».
- исторические очерки Александра Дюма «Людовик XIII и Ришельё» (в составе цикла «Великие люди в домашнем халате», 1855) и «Людовик XIV и его век» (1844).
- 1977 — «Fortune de France» (тома 7-13 цикла прослеживают жизнь Людовика XIII) Робера Мерля.

### В кино
- 1929 — «Железная маска» (США); режиссёра Аллана Двона. В роли короля Людовика — Рольф Седан.
- 1938 — «Вернёмся на Елисейские поля[фр.]» (Франция). В роли короля Людовика — Раймон Галле[фр.].
- 1939 — «Человек в Железной маске» (США) режиссёра Джеймса Уэйла. В роли короля Людовика — Альберт Деккер.
- 1971 — «Дьяволы» (Великобритания). В роли короля Людовика — Грэхэм Эрмитедж[англ.].
- 1977 — «Ришельё» (Франция) режиссёра Жан-Пьера Декура. В роли короля Людовика — Жак Рони[фр.].
- 1978 — «Мазарини» (Франция) режиссёра Пьера Кардиналя. В роли короля Людовика — Жак Рони.
- 2009 — «Королева и кардинал» (Франция). В роли короля — Филипп дю Жанеран.
- 2014 — «Ришельё, пурпур и кровь» (Франция) режиссёра Анри Эльмана. В роли короля — Стефан Герен-Тийе.
- 2024 — сериал «Опасная дружба» —  Жереми Жилле (Jeremy Gillet).

Экранизации романа «Три мушкетёра»
- 1921 — «Три мушкетёра» (США) режиссёра Фреда Нибло. В роли короля Людовика — Адольф Менжу.
- 1961 — «Три мушкетёра» (Франция, Италия) режиссёра реж. Бернара Бордери. В роли короля — Ги Трежан.
- 1973 — «Три мушкетёра» (Испания, США, Панама, Великобритания) режиссёра Ричарда Лестера. В роли короля — Жан-Пьер Кассель.
- 1974 — «Четыре мушкетёра: Месть миледи» (Испания, США, Панама, Великобритания) режиссёра Ричарда Лестера. В роли короля — Жан-Пьер Кассель.
- 1974 — «Четыре мушкетёра», «Четверо против кардинала» (Франция) режиссёра Андре Юнебеля. В роли короля Людовика — Даниэль Чеккальди.
- 1978 — «Д’Артаньян и три мушкетёра» (СССР). В роли короля — Олег Табаков.
- 1993 — «Три мушкетёра» (США, Австрия) режиссёра Стивена Херека. В роли короля — Хью О’Конор.
- 2001 — «Мушкетёр» (Германия, Люксембург, США, Великобританя) режиссёра Питера Хайамса. В роли короля — Даниэль Месгиш.
- 2011 — «Мушкетёры» (Великобритания, Франция, Германия); режиссёра Пола У. С. Андерсона. В роли короля Людовика — Фредди Фокс.
- 2013 — «Три мушкетёра» (Россия) режиссёра Сергея Жигунова. В роли короля Людовика — Филипп Янковский.
- 2014-16 — «Мушкетёры» (Великобритания). В роли короля — Райан Гейдж.
- 2023 — «Три мушкетёра» (Франция). В роли короля — Луи Гаррель.